# هناء حمزة (لاعبة كرة طائرة)
هناء حمزة هي لاعبة كرة طائرة معتزلة مصرية، تعد من أبرز نجمات النادي الأهلي  حيث إنها قد حققت العديد من البطولات المحلية على مستوى الدورى والكأس وأيضا على المستوى الأفريقى و كانت أحد دعائم منتخب مصر. وهي تشغل حالياً منصب نائب رئيس اتحاد الكرة الطائرة المصري. وسبق لها أن عملت كمذيعة في التلفزيون المصري و رئاسة لجنة الشباب والرياضة بحزب المصريين الأحرار.